# Royal National Park
Royal National Park er en nationalpark i Sutherland Shire i den australske delstat New South Wales, umiddelbart syd for Sydney. Den omfatter land, som traditionelt har tilhørt Dharawal-folket.
Parken er på næsten 151 km2 og ligger 29 kilometer syd for Sydneys centrum tæt på forstæderne Loftus, Otford og Waterfall.
Det er verdens næstældste nationalpark efter Yellowstone i USA, som blev grundlagt i 1872, men det var den første, der brugte betegnelsen nationalpark. Den blev officielt grundlagt af Sir John Robertson, fungerende premierminister i New South Wales, 26. april 1879. Det oprindelige navn var bare National Park, men den blev omdøbt i 1955 efter at Elizabeth II, dronning af Australien, kørte forbi i tog under hendes besøg i 1954.
Parken blev optaget på Australian National Heritage List i december 2006.